# هارون ويد
هارون ويد (بالإنجليزية: Aaron Wade)‏ (17 مارس 1916 - 1985) هو ملاكم أمريكي، صنّف ضمن فئة الوزن المتوسط.

## روابط خارجية
- هارون ويد على موقع بوكس ريك (الإنجليزية) (registration required)